# Pannathon Mungmai
Pannathon Mungmai (thailändisch ปัณณธร มุ่งหมาย; * 3. Juni 2002) ist ein thailändischer Fußballspieler.

## Karriere
Pannathon Mungmai stand bis Anfang August 2022 beim Erstligisten Nongbua Pitchaya FC unter Vertrag. Für den Verein aus Nong Bua Lamphu kam er jedoch nicht zum Einsatz. Am 9. August 2022 wechselte er zum Drittligisten Udon United FC. Mit dem Verein aus Udon Thani spielte er 15-mal in der North/Eastern Region der Liga. Der Erstligaabsteiger Lampang FC nahm ihn Anfang August 2023 unter Vertrag. Sein Zweitligadebüt für den Verein aus Lampang gab Mungmai am 19. August (2. Spieltag) im Heimspiel gegen den Zweitligaaufsteiger Pattaya United FC. Bei der 1:2-Heimniederlage stand er in der Startelf und wurde in der 81. Minute gegen Sukakree Inngam ausgewechselt.